# Beauprea congesta
Beauprea congesta là một loài thực vật thuộc họ Proteaceae. Đây là loài đặc hữu của New Caledonia.